# Raión de Valozhyn
Valozhyn (en bielorruso: Валожынскі раён) es un raión o distrito de Bielorrusia, en la provincia (óblast) de Minsk. 
Comprende una superficie de 1 919 km².
El centro administrativo es la ciudad de Valozhyn.

## Demografía
Según estimación 2010 contaba con una población total de 37 543 habitantes.

## Subdivisiones
Comprende la ciudad subdistrital de Valozhyn, el asentamiento de tipo urbano de Ivianets y siete consejos rurales:
- Valozhyn
- Vishneva
- Harodzki
- Dory
- Ivianets
- Piarshái
- Rakau